# La trappola degli indiani
La trappola degli indiani (Little Big Horn) è un film Western statunitense del 1951 diretto da Charles Marquis Warren, con Lloyd Bridges, John Ireland e Marie Windsor.
Fu candidato per un premio dalla Writers Guild of America nel 1952.

## Trama
È incentrata sulle vicende del capitano Phillip Donlin (Lloyd Bridges) che tenta di raggiungere il Little Big Horn per aiutare il generale Custer perché in possesso di informazioni riguardanti un'imboscata dei Sioux.

## Produzione
Il film, diretto e sceneggiato da Charles Marquis Warren su un soggetto di Harold Shumate, fu prodotto da Carl K. Hittleman per la Bali Productions e giratonell'Iverson Ranch a Los Angeles in California con un budget stimato in 183.849 dollari.

## Distribuzione
Il film fu distribuito con il titolo Little Big Horn negli Stati Uniti dal 15 giugno 1951 al cinema dalla Lippert Pictures.
Alcune delle uscite internazionali sono state:
- in Svezia il 7 aprile 1952 (Dödspatrullen)
- nelle Filippine il 1º luglio 1952
- in Danimarca il 5 giugno 1953 (Den sidste patrulje)
- in Germania Ovest il 15 gennaio 1954 (Tödliche Pfeile)
- in Portogallo il 3 maggio 1954 (Patrulha de Cavalaria)
- in Austria nell'ottobre del 1954 (Tödliche Pfeile)
- in Finlandia il 1º luglio 1955 (Kuoleman ratsastus)
- nel Regno Unito (The Fighting Seventh)
- in Italia (La trappola degli indiani)

## Promozione
Le tagline sono:
- "For every one of the gallant few a woman waited - For every painted Sioux a BULLET!".
- "The Blood-Chilling of the Savagery of the Indian Massacre that wrote the End of Gen. Custer and his Gallant Men!".
- "Fifty painted Sioux to every one of their GALLANT few!".

## Remake
Nel 1958 ne è stato prodotto un remake, Desert Hell.